# The Strange Flowers
Gli Strange Flowers sono un gruppo di pop e rock psichedelico costituito a Pisa nel 1987 da Michele Marinò (chitarra e voce), Giovanni Bruno (chitarra solista), Alessandro Pardini (basso), Maurizio Falciani (batteria). L'attuale line-up comprende, oltre a Marinò, Bruno e Pardini, Valerio Bartolini alla batteria.

## Storia
1987-1995
La prima formazione, dopo alcuni demo e un'attività dal vivo culminata con una serie di concerti in Germania e in Svizzera nel marzo e nel settembre 1989 con le band Prime Movers, Liars e Sick Rose, realizza nel 1993 l'album Music for astronauts (Music Maniac Records, undicesimo volume della collana Teen Trash). Rudi Protrudi dei Fuzztones ne disegna la copertina e ne scrive le note. Seguono nel 2004 l'ep Across the river and through the trees (Edizioni dei Corrieri Cosmici), nel 2005 l'album Ortoflorovivaistica (Beyond Your Mind Records e Nasoni Records), nel 2007 l'album The imaginary space travel of the naked monkeys (Beyond Your Minds Records). Il gruppo è menzionato nel libro The knights of fuzz di Timothy Gassen, inedito in Italia, che ha come argomento la scena internazionale garage e psichedelica.
Nel 1989 Stefano Montefiori entra a far parte del gruppo al basso dopo che Alessandro Pardini aveva dovuto lasciare per impegni di lavoro. A marzo, per i concerti in Germania, lo aveva sostituito Nicola Cionini, chitarra solista dal 2006. Fondamentale per la prima fase dell'attività degli Strange Flowers è il manager tedesco Joachim Friedmann, che favorisce l'incisione, nello stesso anno, del 45 giri Me and the eggman/Janet's faces (Unique Records), organizza diversi concerti in Germania e garantisce i contatti che portano alla realizzazione del primo album. Nel 1994 il gruppo partecipa al Beat-O-Mania di Monaco di Baviera, festival internazionale di gruppi di garage rock e di rock psichedelico. Nell'occasione, testimoniata dal cd antologico Beat-O-Mania at his best, gli Strange Flowers dividono il palco con Rudi Protrudi che canta Little olive degli Electric Prunes. Altrettanto avverrà dodici anni dopo a Berlino.
2003-2007
Nel 1994, dopo la pubblicazione di Music for astronauts, alla cui registrazione partecipa alla chitarra acustica anche Ludovico Marinò, occasionale bassista dal vivo, gli Strange Flowers si fermano. Avevano iniziato a registrare alcune canzoni per il secondo album: le cover del classico You're gonna miss me dei 13th Floor Elevators e di Green is the colour dei Pink Floyd nonché la propria canzone You've been a queen. Saranno recuperate nell'ep Across the river and through the trees (Edizioni dei Corrieri Cosmici) insieme alla canzone omonima, registrata invece nel 2003 quando tornano in attività. Il trasferimento di Michele Marinò negli Stati Uniti per alcuni anni lo porta a realizzare a Boston diverse versioni demo di canzoni che, finite, sarebbero entrate a far parte degli album successivi. Il gruppo, dopo una serie di concerti in Italia, torna in Germania e partecipa, tra l'altro, al festival rock Reverberation II a Berlino dove divide il palco con gli Electric Prunes.
Ortoflorovivaistica resta il più significativo degli album, tutti di valore sebbene ignorati dalla grande industria discografica e quindi riservati a un pubblico specializzato. Definito in copertina an essential guide for the modern psychedelician, viene pubblicato per volontà di Mike Grimminger, fan del gruppo e proprietario dell'etichetta internazionale Beyond Your Minds Records, dopo che i primi concerti in Germania alla ripresa dell'attività avevano rilanciato la loro popolarità. La versione 33 giri, pubblicata su licenza dall'etichetta berlinese Nasoni Records nel 2006, reca nel retro copertina delle note scritte da Rudi Protrudi che esordisce: «I've been a big fan of Strange Flowers ever since I first heard them, live, at the Beat-O-Mania Festival in Munich, Germany in 1994». Tra le recensioni, il Corriere della Sera scrive: «Aprite la finestra quando ascoltate queste canzoni perché è musica che ha bisogno di spazio, si espande, occupa la stanza». E il Venerdì di Repubblica: «30 anni di musica allucinata riletti con allegra (in)coscienza». La rivista specializzata Rumore definisce gli Strange Flowers «una delle band più visionarie e credibili della ormai poco viva scena psichedelica italiana».
Nel 2006 Giovanni Bruno, Maurizio Falciani e Stefano Montefiori lasciano per impegni di lavoro. Li sostituiscono Nicola Cionini alla chitarra solista, Toni Boselli e poi Gabriele Pozzolini alla batteria, Alessandro Santoni al basso e voce.
2008-2017
La nuova line-up realizza nel 2008 l'album Aeroplanes in the backyard (Teen Sounds Records), riscuotendo significativi apprezzamenti a cui seguono numerosi concerti tra l'Italia, la Germania e l'Olanda. Particolarmente importanti per l'attività del gruppo diventano il tecnico Maurizio Rosoni, Pierpaolo Magnani, la fotografa e video-maker Giulia Altobelli. Viene annullato un tour negli Stati Uniti con venti date già fissate a causa d'un problema fisico di Gabriele Pozzolini. Quando gli Strange Flowers sono pronti per partire, l'opportunità viene meno perché è in preparazione il nuovo album, Vagina mother, pubblicato nel 2009 da Go Down Records e prodotto da Federico Guglielmi). Preceduto dal video di A rose in your mouth), realizzato da Giulia Altobelli con l'attore Paolo Giommarelli, Vagina mother annovera una curiosa e inattesa cover della canzone Hollywood di Madonna, concentrando una serie di aspettative che vengono in parte deluse da un suono che non soddisfa il gruppo, che comunque recupera dal vivo la sua identità musicale arricchendo i concerti con filmati appositamente realizzati. Il disco successivo, The grace of losers, è autoprodotto ed è considerato uno dei loro migliori. «Un album che scivola via che è un piacere. Perché gli Strange Flowers saranno anche derivativi, ma posseggono il dono di sapere scrivere belle canzoni» scrive la rivista specializzata Blow up. Un altro video di Giulia Altobelli con Giommarelli, della canzone Green Madhouse Resorts Inc., caratterizza un suono che il gruppo ritiene finalmente rappresentativo delle sue potenzialità.
Tuttavia, un mese prima d'un tour di quaranta date in tutta Italia e in Germania, Francia, Spagna, Svizzera e Olanda, Pozzolini decide di lasciare. Lo sostituisce alla batteria Matteo D'Ignazi. Dopo i concerti dell'estate del 2012, gli Strange Flowers decidono di fermarsi. Riprendono due anni dopo e Alessandro Santoni al basso è sostituito dall'organista Giacomo Ferrari, che introduce nuove sonorità. Nell'aprile 2015, dopo una serie di prove documentate da alcuni video, gli Strange Flowers registrano il nuovo album Pearls at swine (Area Pirata Records), pubblicato a giugno e accolto favorevolmente dalla critica. Il gruppo riprende l'attività dal vivo in Italia e in Europa con una serie di concerti, diversi dei quali fissati per il 2016.
2014 - 2017
La band rimase lontana dalle scene per un periodo piuttosto lungo, dopo di che, ancora una volta, la musica bussò alla porta di The Strange Flowers. Ma era tempo di cambiare, e nel 2014 decisero di riunirsi con una nuova formazione, che oltre a Michele, Nicola e Matteo, implicava la sostituzione del bassista (Alessandro) con un organista. E, naturalmente, potevano semplicemente assumere uno dei migliori, ovvero Giacomo Ferrari. Il lavoro della nuova line-up ha dato vita al settimo album della band, intitolato Pearls At Swine e pubblicato da Area Pirata il 15 giugno 2015. Pearls At Swine ha ricevuto recensioni entusiastiche e la band ha girato l'Europa ancora una volta. Nello spirito del continuo rinnovamento, a marzo 2016 si è verificata un'altra sostituzione. Così, Matteo D'Ignazi lasciò la band per perseguire altre imprese e fu sostituito da Samuele Bucelli, un noto batterista dell'area fiorentina. Il tour di Pearls At Swine e questa formazione si sono conclusi a luglio 2016.
2017- attualmente
Dopo un anno di silenzio, nel marzo 2017 la Seconda Repubblica di The Strange Flowers (Marinò-Cionini-Santoni-Pozzolini) si è riunita per registrare la loro versione di Strange Girl, intitolata Strange Girl 2000, da includere in una compilation del trentesimo anniversario. Per lo stesso scopo, pochi mesi dopo, anche la prima e originale formazione (Marinò-Bruno-Pardini-Falciani) si è riunita e ha registrato due brani inediti, uno dei quali era "Goodbye Summer Skies", la prima canzone che hanno scritto e suonato insieme. In seguito a tale esperienza, quest'ultima formazione ha deciso di riunirsi di nuovo. Il 7 dicembre 2017 è stata pubblicata da Area Pirata la compilation per il trentesimo anniversario del doppio CD, intitolata "Best things are yet to come", tra cui 5 brani inediti, oltre a diverse canzoni appena mixate e masterizzate, che hanno ricevuto recensioni più che entusiaste . Il 27 gennaio 2018 gli Strange Flowers hanno festeggiato il loro 30 ° anniversario con un concerto che si è tenuto a Pisa al Borderline Club, dove hanno suonato quasi tutti i membri presenti e passati della band.
Nel marzo 2018, purtroppo, Maurizio Falciani ha dovuto lasciare di nuovo la band ed è stato sostituito da Valerio Bartolini, stabilendo così una nuova Repubblica e precisamente la quarta degli Strange Flowers. Dopo il battesimo della neonata Repubblica con un minitour a maggio e giugno, i piani futuri includono un nuovo disco, sul quale gli Strani Fiori inizieranno a lavorare a breve.
2020
Il 2 Aprile 2020, esce il nuovo album " Songs For Imaginary Movies" in pieno lockdown a causa della COVID-19. La distribuzione viene ritardata, ma il disco riceve subito ottime recensioni, con l'anteprima del video "Blue" sulla rivista Rumore. All’ottavo album la band pisana conferma, ancora una volta, di essere una delle band più interessanti della scena neo psichedelica mondiale.
2022
"Crossing a Wasteland" è il nono album di The Strange Flowers. L'album è stato registrato durante la pandemia di COVID-19, utilizzando uno studio mobile e approfittando dell'inaspettato tempo libero dato dalle circostanze. Una raccolta di brani che vanno oltre i cliché della musica rock, un tentativo deliberato di andare avanti in territori moderni, ma inesplorati. Dopo aver registrato i brani base principalmente dal vivo, la band ha sovrapposto una stratificazione di suoni che conferiscono all'album un'atmosfera insolita, avvolgente, sempre con un'attitudine psichedelica. Diversi collaboratori sono stati coinvolti nelle registrazioni e in generale nella produzione della musica, che sboccia attraverso le dieci canzoni per fondersi in un unico corpo.

## Formazione
Attuale
- Michele Marinò chitarra e voce (1987-attualmente).
- Giovanni Bruno chitarra solista (1987-2006) (2017- attualmente).
- Alessandro Pardini basso (1987-1989) (2017- attualmente).
- Valerio Bartolini batteria (2018 - attualmente).

Ex componenti
- Nicola Cionini chitarra solista (2006-2016).
- Matteo D'Ignazzi batteria (2014-2016).
- Giacomo Ferrari (2014-2016).
- Samuele Bucelli (2016)
- Alessandro Santoni basso, voci (2007-2012).
- Gabriele Pozzolini batteria (2006-2011).
- Stefano Montefiori basso (1989-2006).
- Maurizio Falciani batteria (1987-2006).
- Toni Boselli batteria (2006).
- Ludovico Marinò chitarra acustica nell'album Music for astronauts (1994) e occasionale basso dal vivo.

## Discografia
- Me and the eggman/Janet's faces - Unique Records, Germany. 45 giri, 1990.
- Music for astronauts - Music Maniac Records, Germany. Album e cd. La versione su cd contiene anche le due canzoni del 45 giri, 1993.
- Beat-O-Mania at his best - Music Maniac Records, Germany. Compilation (cd), 1995.
- Across the river and through the trees - Edizioni dei Corrieri Cosmici, Italy. Ep (cd), 2003.
- Ortoflorovivaistica - Beyond Your Mind Records, Germany (cd), 2005, e Nasoni Records, Germany (album), 2006.
- Fuzztones illegitimate spawns - Sin Records, USA. Compilation (Cd, album), 2006.
- Psychedelica Vol. 2 - Northern Star Records, UK. Compilation (cd), 2007.
- The imaginary space travel of the naked monkeys - Beyond Your Mind Records, Germany (cd), 2007.
- Aeroplanes in the backyard - Teen Sound Records, Italy (album e cd), 2008.
- Vagina mother - Go Down Records, Italy (cd), 2009.
- The grace of losers - autoprodotto (cd), 2011.
- Welcome back to the Eighties colours - Psych-Out Records, Italy. Compilation (cd), 2012.
- In fuzz we trust - Stag-O-Lee, Germany. Compilation (cd, album), 2012.
- Pearls at swine - Area Pirata Records, Italy (cd), 2015.
- Best things are yet to come - Area Pirata Records, Italy (double cd), 2017
- Songs for imaginary movies - Area Pirata Records, Italy (album,cd), 2020
- Crossing a Wasteland - Rubber Soul Records / Onde Italiane, Italy (Album, digital streaming), 2022